# Lista de episódios de Jewelpet
Jewelpet (ジュエルペット, Juerupetto) ou Jewel Pets (título em Portugal)  é a primeira temporada da série de anime homónima criada pela Sanrio e Sega, animada pelo estúdio Studio Comet e dirigida por Nanako Sasaki. A série foi exibida no Japão em 5 de abril de 2009 e 28 de março de 2010 nos canais TV Osaka e TV Tokyo, substituindo Onegai My Melody Kirara★ na programação. Em Portugal a série foi emitida no Canal Panda em 1 de janeiro de 2011.
A banda sonora foi composta por Shiro Hamaguchi. O tema de abertura foi Maji? Maji! Magical☆Jewel (マジ?マジ! マジカル☆ジュエル, Maji? Maji! Majikaru ☆ Jueru) interpretado por Yui Asaka e o tema de encerramento foi Egao no Loop (笑顔のループ, Egao no Rūpu) que foi interpretado por Mitsuko Horie.

## Episódios
| # | Título | Director(es)      | Guionista(s)        | Director(es) de animação          | Guião gráfico por   | Exibição original                       |
| - | --- | ----------------- | ------------------- | --------------------------------- | ------------------- | --------------------------------------- |
| 1 | "Brilha Brilha ☆ Uma Chuva de Joias" "「キラキラ☆宝石が降ってきた」 (Kirakira ☆ houseki ga futte kita)"                   | Nanako Sasaki     | Atsushi Maekawa     | Takahisa Ichikawa                 | Nanako Sasaki       | 5 de abril de 2009 1 de janeiro de 2011 |
| 2 | "Que Emoção ♡ Quero Declarar-me" "「ドキドキ♡告白したいの」 (Dokidoki ♡ kokuhaku shitaino)"                               | Shigetaka Ikeda   | Atsushi Maekawa     | Shinichi Yoshikawa Soichi Higuchi | Shigetaka Ikeda     | 12 de abril de 2009                     |
| 3 | "Adeus (>_<) Aoi" "「バイバイ(>_<)有栖川さん」 (Bye bye ( >_< ) Arisugawa-san)"                                           | Hiroshi Ishiodori | Toshimitsu Takeuchi | Katsuji Matsumoto                 | Hiroyuki Yano       | 19 de abril de 2009                     |
| 4 | "Que Bom ♡ Tanta Amizade" "「ツルツル愛情いっぱい」 (Tsuru Tsuru ♡ Aijou ippai)"                                          | Koichi Sasaki     | Megumi Sasano       | Yukari Akimoto                    | Tetsushi Takayanagi | 26 de abril de 2009                     |
| 5 | "Atacar! A Esgrima Invencível" "「メラメラ！さわやか剣法」 (Mera Mera! Sawayaka tsurugi hou)"                             | Sato Mitsutoshi   | Yuki Enatsu         | Kei Takeuchi                      | Hiromasa Amano      | 3 de maio de 2009                       |
| 6 | "Brilho! Duelo do Cais" "「チキチキ！埠頭の決闘」 (Chikichiki! Kutō no kettō)"                                            | Tomoya Tanaka     | Atsushi Maekawa     | Tenji Yamazaki                    | Ryôsuke Nakamura    | 10 de maio de 2009                      |
| 7 | "Que Corpo! O Mordomo das Sete Feridas" "「ムキムキ！七つの傷を持つ執事」 (Muki Muki! Nanatsu no kizu wo motsu shitsuji)" | Hisatoshi Shimizu | Toshimitsu Takeuchi | Hideyuki Motohashi                | Hiromasa Amano      | 17 de maio de 2009                      |